# Бозиены
Бозиень (рум. Bozieni, Бозиены) — село в Хынчештском районе Молдавии. Является административным центром коммуны Бозиень, включающей также село Дубовка.

## География
Село расположено на высоте 109 метров над уровнем моря.

## Население
По данным переписи населения 2004 года, в селе Бозиень проживает 1986 человек (954 мужчины, 1032 женщины).
Этнический состав села:
| Национальность | Число жителей | Процентный состав |
| -------------- | ------------- | ----------------- |
| молдаване      | 1872          | 94.26             |
| русские        | 37            | 1.86              |
| украинцы       | 31            | 1.56              |
| румыны         | 15            | 0.76              |
| гагаузы        | 14            | 0.7               |
| цыгане         | 7             | 0.35              |
| болгары        | 6             | 0.3               |
| прочие         | 4             | 0.2               |
| Всего          | 1986          | 100%              |